# Final do Grand Prix de Patinação Artística no Gelo de 2017–18
A Final do Grand Prix de Patinação Artística no Gelo de 2017–18 foi a vigésima terceira edição da competição, um evento anual de patinação artística no gelo organizado pela União Internacional de Patinação (em inglês:  International Skating Union), e o evento final do Grand Prix de 2017–18. Os patinadores se qualificaram para essa competição através de outras seis competições: Rostelecom Cup, Skate Canada International, Cup of China, NHK Trophy, Internationaux de France e Skate America. O evento júnior é disputado ao mesmo tempo do sênior. A competição foi disputada entre os dias 7 de dezembro e 10 de dezembro de 2017, na cidade de Nagoya, Japão.

## Eventos
- Individual masculino
- Individual feminino
- Duplas
- Dança no gelo

## Medalhistas
| Evento                        | Ouro                                                   | Prata                                                     | Bronze                                           |
| Sênior                        |                                                        |                                                           |                                                  |
| Individual masculino detalhes | Nathan Chen · Estados Unidos                           | Shoma Uno · Japão                                         | Mikhail Kolyada · Rússia                         |
| Individual feminino detalhes  | Alina Zagitova · Rússia                                | Maria Sotskova · Rússia                                   | Kaetlyn Osmond · Canadá                          |
| Duplas detalhes               | Aliona Savchenko · Bruno Massot · Alemanha             | Sui Wenjing · Han Cong · China                            | Meagan Duhamel · Eric Radford · Canadá           |
| Dança no gelo detalhes        | Gabriella Papadakis · Guillaume Cizeron · França       | Tessa Virtue · Scott Moir · Canadá                        | Maia Shibutani · Alex Shibutani · Estados Unidos |
| Júnior                        |                                                        |                                                           |                                                  |
| Individual masculino detalhes | Alexei Krasnozhon · Estados Unidos                     | Camden Pulkinen · Estados Unidos                          | Mitsuki Sumoto · Japão                           |
| Individual feminino detalhes  | Alexandra Trusova · Rússia                             | Alena Kostornaia · Rússia                                 | Anastasia Tarakanova · Rússia                    |
| Duplas detalhes               | Ekaterina Alexandrovskaya · Harley Windsor · Austrália | Apollinariia Panfilova · Dmitry Rylov · Rússia            | Daria Pavliuchenko · Denis Khodykin · Rússia     |
| Dança no gelo detalhes        | Anastasia Skoptcova · Kirill Aleshin · Rússia          | Christina Carreira · Anthony Ponomarenko · Estados Unidos | Sofia Polishchuk · Alexander Vakhnov · Rússia    |

## Classificados
Sênior
|            | Masculino                   | Feminino                        | Duplas                                   | Dança no gelo                               |
| ---------- | --------------------------- | ------------------------------- | ---------------------------------------- | ------------------------------------------- |
| 1          | USA Nathan Chen             | RUS Evgenia Medvedeva (WD)      | CHN Sui Wenjing / Han Cong               | FRA Gabriella Papadakis / Guillaume Cizeron |
| 2          | JPN Shoma Uno               | RUS Alina Zagitova              | RUS Evgenia Tarasova / Vladimir Morozov  | CAN Tessa Virtue / Scott Moir               |
| 3          | RUS Mikhail Kolyada         | CAN Kaetlyn Osmond              | GER Aliona Savchenko / Bruno Massot      | USA Maia Shibutani / Alex Shibutani         |
| 4          | RUS Sergei Voronov          | ITA Carolina Kostner            | CAN Meagan Duhamel / Eric Radford        | USA Madison Chock / Evan Bates              |
| 5          | USA Adam Rippon             | RUS Maria Sotskova              | RUS Ksenia Stolbova / Fedor Klimov       | USA Madison Hubbell / Zachary Donohue       |
| 6          | CHN Jin Boyang (WD)         | JPN Wakaba Higuchi              | CHN Yu Xiaoyu / Zhang Hao                | ITA Anna Cappellini / Luca Lanotte          |
| Alternates |                             |                                 |                                          |                                             |
| 1.º        | USA Jason Brown (convocado) | JPN Satoko Miyahara (convocado) | FRA Vanessa James / Morgan Ciprès        | RUS Ekaterina Bobrova / Dmitri Soloviev     |
| 2.º        | ESP Javier Fernández        | JPN Kaori Sakamoto              | RUS Kristina Astakhova / Alexei Rogonov  | CAN Kaitlyn Weaver / Andrew Poje            |
| 3.º        | UZB Misha Ge                | RUS Polina Tsurskaya            | ITA Nicole Della Monica / Matteo Guarise | RUS Alexandra Stepanova / Ivan Bukin        |

Júnior
|            | Masculino             | Feminino                 | Duplas                                         | Dança no gelo                                 |
| ---------- | --------------------- | ------------------------ | ---------------------------------------------- | --------------------------------------------- |
| 1          | RUS Alexey Erokhov    | RUS Alexandra Trusova    | RUS Daria Pavliuchenko / Denis Khodykin        | USA Christina Carreira / Anthony Ponomarenko  |
| 2          | USA Alexei Krasnozhon | RUS Sofia Samodurova     | RUS Apollinariia Panfilova / Dmitry Rylov      | RUS Anastasia Skoptcova / Kirill Aleshin      |
| 3          | USA Camden Pulkinen   | RUS Alena Kostornaia     | AUS Ekaterina Alexandrovskaya / Harley Windsor | RUS Sofia Polishchuk / Alexander Vakhnov      |
| 4          | JPN Mitsuki Sumoto    | RUS Daria Panenkova      | RUS Anastasia Poluianova / Dmitry Sopot        | CAN Marjorie Lajoie / Zachary Lagha           |
| 5          | RUS Makar Ignatov     | RUS Anastasia Tarakanova | RUS Aleksandra Boikova / Dmitrii Kozlovskii    | RUS Sofia Shevchenko / Igor Eremenko          |
| 6          | USA Andrew Torgashev  | JPN Rika Kihira          | CHN Gao Yumeng / Xie Zhong                     | RUS Arina Ushakova / Maxim Nekrasov           |
| Alternates |                       |                          |                                                |                                               |
| 1.º        | CAN Joseph Phan       | JPN Mako Yamashita       | RUS Polina Kostiukovich / Dmitrii Ialin        | RUS Ksenia Konkina / Grigory Yakushev         |
| 2.º        | FRA Luc Economides    | JPN Nana Araki           | CAN Evelyn Walsh / Trennt Michaud              | RUS Elizaveta Khudaiberdieva / Nikita Nazarov |
| 3.º        | RUS Roman Savosin     | KOR Lim Eun-soo          | USA Laiken Lockley / Keenan Prochnow           | USA Caroline Green / Gordon Green             |

## Resultados

### Sênior

#### Individual masculino
| Pos.              | Nome            | Nacionalidade  | Pontos | PC         | PL         |
| ----------------- | --------------- | -------------- | ------ | ---------- | ---------- |
| Medalha de ouro   | Nathan Chen     | Estados Unidos | 286.51 | 103.32 (1) | 183.19 (2) |
| Medalha de prata  | Shoma Uno       | Japão          | 286.01 | 101.51 (2) | 184.50 (1) |
| Medalha de bronze | Mikhail Kolyada | Rússia         | 282.00 | 99.22 (3)  | 182.78 (3) |
| 4                 | Sergei Voronov  | Rússia         | 266.59 | 87.77 (5)  | 178.82 (4) |
| 5                 | Adam Rippon     | Estados Unidos | 254.33 | 86.19 (6)  | 168.14 (5) |
| 6                 | Jason Brown     | Estados Unidos | 253.81 | 89.02 (4)  | 164.79 (6) |

#### Individual feminino
| Pos.              | Nome             | Nacionalidade | Pontos | PC        | PL         |
| ----------------- | ---------------- | ------------- | ------ | --------- | ---------- |
| Medalha de ouro   | Alina Zagitova   | Rússia        | 223.30 | 76.27 (2) | 147.03 (1) |
| Medalha de prata  | Maria Sotskova   | Rússia        | 216.28 | 74.00 (4) | 142.28 (2) |
| Medalha de bronze | Kaetlyn Osmond   | Canadá        | 215.16 | 77.04 (1) | 138.12 (5) |
| 4                 | Carolina Kostner | Itália        | 214.65 | 72.82 (6) | 141.83 (3) |
| 5                 | Satoko Miyahara  | Japão         | 213.49 | 74.61 (3) | 138.88 (4) |
| 6                 | Wakaba Higuchi   | Japão         | 202.11 | 73.26 (5) | 128.85 (6) |

#### Duplas
| Pos.              | Nome                                | Nacionalidade | Pontos | PC        | PL         |
| ----------------- | ----------------------------------- | ------------- | ------ | --------- | ---------- |
| Medalha de ouro   | Aliona Savchenko / Bruno Massot     | Alemanha      | 236.68 | 79.43 (1) | 157.25 (1) |
| Medalha de prata  | Sui Wenjing / Han Cong              | China         | 230.89 | 75.82 (3) | 155.07 (2) |
| Medalha de bronze | Meagan Duhamel / Eric Radford       | Canadá        | 210.83 | 72.18 (5) | 138.65 (3) |
| 4                 | Ksenia Stolbova / Fedor Klimov      | Rússia        | 209.26 | 73.15 (4) | 136.11 (5) |
| 5                 | Evgenia Tarasova / Vladimir Morozov | Rússia        | 208.73 | 78.83 (2) | 129.90 (6) |
| 6                 | Yu Xiaoyu / Zhang Hao               | China         | 207.14 | 70.15 (6) | 136.99 (4) |

#### Dança no gelo
| Pos.              | Nome                                    | Nacionalidade  | Pontos | PC        | PL         |
| ----------------- | --------------------------------------- | -------------- | ------ | --------- | ---------- |
| Medalha de ouro   | Gabriella Papadakis / Guillaume Cizeron | França         | 202.16 | 82.07 (1) | 120.09 (1) |
| Medalha de prata  | Tessa Virtue / Scott Moir               | Canadá         | 199.86 | 81.53 (2) | 118.33 (2) |
| Medalha de bronze | Maia Shibutani / Alex Shibutani         | Estados Unidos | 188.00 | 78.09 (3) | 109.91 (6) |
| 4                 | Madison Hubbell / Zachary Donohue       | Estados Unidos | 187.40 | 74.81 (4) | 112.59 (4) |
| 5                 | Madison Chock / Evan Bates              | Estados Unidos | 187.15 | 74.36 (5) | 112.79 (3) |
| 6                 | Anna Cappellini / Luca Lanotte          | Itália         | 185.23 | 74.24 (6) | 110.99 (5) |

### Júnior

#### Individual masculino júnior
| Pos.              | Nome              | Nacionalidade  | Pontos | PC        | PL         |
| ----------------- | ----------------- | -------------- | ------ | --------- | ---------- |
| Medalha de ouro   | Alexei Krasnozhon | Estados Unidos | 236.35 | 81.33 (1) | 155.02 (1) |
| Medalha de prata  | Camden Pulkinen   | Estados Unidos | 217.10 | 70.90 (5) | 146.20 (2) |
| Medalha de bronze | Mitsuki Sumoto    | Japão          | 214.45 | 77.10 (3) | 137.35 (3) |
| 4                 | Makar Ignatov     | Rússia         | 211.99 | 75.78 (4) | 136.21 (4) |
| 5                 | Alexey Erokhov    | Rússia         | 207.04 | 78.39 (2) | 128.65 (5) |
| 6                 | Andrew Torgashev  | Estados Unidos | 160.49 | 64.73 (6) | 95.76 (6)  |

#### Individual feminino júnior
| Pos.              | Nome                 | Nacionalidade | Pontos | PC        | PL         |
| ----------------- | -------------------- | ------------- | ------ | --------- | ---------- |
| Medalha de ouro   | Alexandra Trusova    | Rússia        | 205.61 | 73.25 (1) | 132.36 (2) |
| Medalha de prata  | Alena Kostornaia     | Rússia        | 204.58 | 71.65 (2) | 132.93 (1) |
| Medalha de bronze | Anastasia Tarakanova | Rússia        | 199.64 | 67.90 (3) | 131.74 (3) |
| 4                 | Rika Kihira          | Japão         | 192.45 | 66.82 (4) | 125.63 (4) |
| 5                 | Daria Panenkova      | Rússia        | 191.16 | 65.65 (5) | 125.51 (5) |
| 6                 | Sofia Samodurova     | Rússia        | 187.74 | 65.01 (6) | 122.73 (6) |

#### Duplas júnior
| Pos.              | Nome                                       | Nacionalidade | Pontos | PC        | PL         |
| ----------------- | ------------------------------------------ | ------------- | ------ | --------- | ---------- |
| Medalha de ouro   | Ekaterina Alexandrovskaya / Harley Windsor | Austrália     | 173.85 | 60.26 (2) | 113.59 (1) |
| Medalha de prata  | Apollinariia Panfilova / Dmitry Rylov      | Rússia        | 173.01 | 60.81 (1) | 112.20 (3) |
| Medalha de bronze | Daria Pavliuchenko / Denis Khodykin        | Rússia        | 172.94 | 59.51 (3) | 113.43 (2) |
| 4                 | Gao Yumeng / Xie Zhong                     | China         | 165.03 | 59.47 (4) | 105.56 (4) |
| 5                 | Aleksandra Boikova / Dmitrii Kozlovskii    | Rússia        | 160.80 | 55.92 (6) | 104.88 (5) |
| 6                 | Anastasia Poluianova / Dmitry Sopot        | Rússia        | 160.47 | 57.28 (5) | 103.19 (6) |

#### Dança no gelo júnior
| Pos.              | Nome                                     | Nacionalidade  | Pontos | PC        | PL        |
| ----------------- | ---------------------------------------- | -------------- | ------ | --------- | --------- |
| Medalha de ouro   | Anastasia Skoptcova / Kirill Aleshin     | Rússia         | 153.61 | 65.87 (1) | 87.74 (1) |
| Medalha de prata  | Christina Carreira / Anthony Ponomarenko | Estados Unidos | 151.76 | 64.10 (2) | 87.66 (2) |
| Medalha de bronze | Sofia Polishchuk / Alexander Vakhnov     | Rússia         | 149.04 | 63.17 (3) | 85.87 (3) |
| 4                 | Sofia Shevchenko / Igor Eremenko         | Rússia         | 144.38 | 60.10 (5) | 84.28 (4) |
| 5                 | Arina Ushakova / Maxim Nekrasov          | Rússia         | 141.88 | 58.53 (6) | 83.35 (5) |
| 6                 | Marjorie Lajoie / Zachary Lagha          | Canadá         | 141.28 | 60.52 (4) | 80.76 (6) |

## Quadro de medalhas
Geral
| Ordem | País           | Medalha de ouro | Medalha de prata | Medalha de bronze |    | Ordem por total |
| ----- | -------------- | --------------- | ---------------- | ----------------- | -- | --------------- |
| 1     | Rússia         | 3               | 3                | 4                 | 10 | 1               |
| 2     | Estados Unidos | 2               | 2                | 1                 | 5  | 2               |
| 3     | Alemanha       | 1               |                  |                   | 1  | 5               |
| 3     | Austrália      | 1               |                  |                   | 1  | 5               |
| 3     | França         | 1               |                  |                   | 1  | 5               |
| 6     | Canadá         |                 | 1                | 2                 | 3  | 3               |
| 7     | Japão          |                 | 1                | 1                 | 2  | 4               |
| 8     | China          |                 | 1                |                   | 1  | 5               |
| TOTAL | TOTAL          | 8               | 8                | 8                 | 24 | —               |

Sênior
| Ordem | País           | Medalha de ouro | Medalha de prata | Medalha de bronze |    | Ordem por total |
| ----- | -------------- | --------------- | ---------------- | ----------------- | -- | --------------- |
| 1     | Rússia         | 1               | 1                | 1                 | 3  | 1               |
| 2     | Estados Unidos | 1               |                  | 1                 | 2  | 3               |
| 3     | Alemanha       | 1               |                  |                   | 1  | 4               |
| 3     | França         | 1               |                  |                   | 1  | 4               |
| 5     | Canadá         |                 | 1                | 2                 | 3  | 1               |
| 6     | China          |                 | 1                |                   | 1  | 4               |
| 6     | Japão          |                 | 1                |                   | 1  | 4               |
| TOTAL | TOTAL          | 4               | 4                | 4                 | 12 | —               |

Júnior
| Ordem | País           | Medalha de ouro | Medalha de prata | Medalha de bronze |    | Ordem por total |
| ----- | -------------- | --------------- | ---------------- | ----------------- | -- | --------------- |
| 1     | Rússia         | 2               | 2                | 3                 | 7  | 1               |
| 2     | Estados Unidos | 1               | 2                |                   | 3  | 2               |
| 3     | Austrália      | 1               |                  |                   | 1  | 3               |
| 4     | Japão          |                 |                  | 1                 | 1  | 3               |
| TOTAL | TOTAL          | 4               | 4                | 4                 | 12 | —               |